# أولاد خالد (سعيدة)
توجد بلدية أولاد خالد ولاية سعيدة تحدها شمالا بلدية سعيدة وشرقا بلدية مولاي لعربي وغربا بلدية عين سلطان وهي بلدية تعدادها السكاني حوالي 30000 نسمة يمارس الزراعة كمصدر أساسي